# Хрущини
Хрущини (пол. Chruszczyny) — село в Польщі, у гміні Острув-Велькопольський Островського повіту Великопольського воєводства.
Населення — 735 осіб (2011).

## Демографія
Демографічна структура станом на 31 березня 2011 року:
|          | Загалом | Допрацездатний вік | Працездатний вік | Постпрацездатний вік |
| -------- | ------- | ------------------ | ---------------- | -------------------- |
| Чоловіки | 396     | 103                | 255              | 38                   |
| Жінки    | 339     | 66                 | 194              | 79                   |
| Разом    | 735     | 169                | 449              | 117                  |